# Psiloderces leclerci
Psiloderces leclerci är en spindelart som beskrevs av Christa L. Deeleman-Reinhold 1995. Psiloderces leclerci ingår i släktet Psiloderces och familjen Ochyroceratidae.
Artens utbredningsområde är Sulawesi. Inga underarter finns listade i Catalogue of Life.